# Ignacy Tadeusz Dąbrowski
Ignacy Tadeusz Dąbrowski herbu Junosza – chorąży wiłkomierski w latach 1742–1765, stolnik wiłkomierski w latach 1740–1742, podstarości wiłkomierski w latach 1732–1742, pułkownik powiatu wiłkomierskiego w 1764 roku.

## Życiorys
Poseł powiatu wiłkomierskiego na sejm 1746 roku. Poseł na sejm 1752 roku z powiatu wiłkomierskiego. Był elektorem Stanisława Augusta Poniatowskiego z powiatu wiłkomierskiego w 1764 roku, jako dedputat Prowincji Wielkiego Księstwa Litewskiego do pacta conventa, podpisał je. Poseł województwa wileńskiego na sejm koronacyjny roku 1764.